# 皮內波因特 (馬里蘭州)
皮內波因特（英語：Piney Point）是位於美國馬里蘭州聖瑪麗斯縣的一個普查規定居民點。

## 人口
根據2020年美國人口普查的數據，皮內波因特的面積為4.87平方千米，當中陸地面積為3.96平方千米，而水域面積為0.90平方千米。當地共有人口980人，而人口密度為每平方千米201.23人。